# Афридун I
Афридун I (или Фаридун) — Ширваншах (1106-1120), сын Ширваншаха Фарибурз ибн Саллара.
После нескольких набегов правителя шеддадидов Абу'л-Асвара Шавура I, Афридун был послан своим отцом Фарибурзом I просить помощи у правителя Сарира, с которым Афридун был связан через его мать. Однако правитель Сарира отклонил его просьбу, и через три месяца Афридун вернулся в Ширван. 30 января 1066 года Фарибурз назначил Афридуна губернатором Дербента, что было тепло встречено его людьми. Он боролся против раисов, которые фактически управляли городом. В июле 1068 года Афридун покинул Дербент и вернулся в Ширван, а Гуждахам нашёл убежище у реисов Дербента. В ноябре 1068 года Ширваншах Фарибурз выступил против жителей Дербенда. В результате сражения у стен города, длившиеся целый день, ширванцы были разбиты. Муфарридж ибн Музаффар, перешедший во время сражения на сторону Ширваншаха, воспользовавшись оплошностью жителей, захватил крепость в Дербенте, а вскоре и сам Дербент. Гуждахам ибн Саллар вновь бежал к лезгинам. Правителем Дербента снова был назначен Афридун.
В 1075 году Дербентский эмират полностью вошёл в состав государства Ширваншахов.
Сохранилось очень мало информации об данном ширваншахе. Имя Афридуна упомянуто в надписи лишь как предка Фарибурз III на входном портале ханаки на реке Пирсагат. Надпись датирована 1243/4 годом и согласно ею Афридун являлся отцом прадеда Фарибурза III. На ней написано: «„Повелен“ [построить] это здание в эпоху царя премудрого, справедливого, вспомоществуемого [Аллахом], победоносного, высоты мира и религии, царя ислама и мусульман, венца царей и султанов, наследника Джам-Афридуна, Абу-л-Музаффара Фарибурза, сына Гершаспа, сына Фаррухзада, сына Минучихра … и т. д».. Другим упоминанием об Афридуне является обращение в оде Хагани, адресованной принцессе Исмат ад-Дин Сафват ал-Ислам, жене Ахситана I:  «Я видел драгоценный камень из приисков шехида Феридуна, украшающего корону Дария».
Правитель Кайтага, Амирчуфан отправил послов султану Фаридуну, с чьим отцом Ферибурзом они совместно брали неверный Гумик. Ему он заповедал дружбу и добрососедство и [взял] обязательство о помощи друг другу в священной войне с неверующими. По прошествии лет, Афридун посватал у сына Амирчуфана, его дочь для своего сына, Кайкубада, а его сестру — для своего другого сына, Салмана. Он принял его сватовство, согласно нормам любезности, и тогда Фаридун женил их обоих на них обеих одновременно. В «списке Е» говорится, что Амирчуфан выдал свою дочь за Кайкубада, сына Фаридуна, а дочь последнего взял за своего сына Сулаймана. В «списке Ж» сказано, что Амирчуфан взял дочь Фаридуна за своего сына Кайкубада, а его сестру — за своего другого сына, Салмана.
Согласно грузинской летописи «Картлис цховреба» в ноябре 1120 года во время войны между правителями Ширвана и Дербенда Афридун был убит и ширванцы потерпели поражение.